# 西北岁月
《西北岁月》是一部2024年开播的中国大陆革命题材电视剧，由國家廣播電視總局、中共陕西省委宣传部指导创作，讲述中共元老习仲勋从投身革命到五马进京为止的前半生事迹。该剧由董亚春导演，靳东、于和伟、吴磊、倪妮、丁勇岱、佟瑞欣、颜丙燕领衔主演。由于该剧以現任中共中央總書記習近平的家庭为背景，在海外引起热议。
2024年11月5日起在央视一套黄金档、腾讯视频、芒果TV、爱奇艺同步开播。

## 剧情
1927年“四·一二政变”中，中国国民党和中国共产党的合作关系破裂，蒋介石领导的国民党右派清除中共势力，导致了国共两党间的分裂与冲突。主角习仲勋作为一名进步学生，在这一时期参加了共产党的革命活动。受刘志丹领头的渭华起义影响，习仲勋参与了“两当兵变”。虽兵变未能成功，但他随后与刘志丹、谢子长等人一起建立了陕甘红军，并参与了陕甘根据地的建立。
陕甘边区1935年秋肃反，习仲勋、刘志丹等人受难。10月中央红军长征到达陕北，毛泽东叫停肃反，救下习刘等人。1936年4月刘志丹战死，毛泽东提拔习仲勋任关中特委书记，南下旬邑。
1942年，习仲勋奉调回陕北，后出任绥德地委书记。任内，他抵制康生发起的泛滥审干运动，喊出「实事求是就是最大的党性」口号，保护绥德师范学校师生，并取得毛泽东支持。期间他与驻该校的学生干部齐心相识相恋，1944年二人成婚。
第二次国共内战爆发后，习仲勋在彭德怀领导下指挥延安保卫战，期间重创胡宗南部。1949年5月中共解放西安后，中共中央西北局重组，习仲勋任第三书记。他大力开展统一战线工作，安定资产阶级工商界人心；成功争取十世班禅与中共合作，使其拒绝中华民国蒙藏委员会赴台邀请；处置项谦叛乱。剧集叙事到1952年五马进京、习仲勋离开中共中央西北局为止。

## 演员
- 靳东 饰演 习仲勋 (少年時由吴磊出演)
- 和伟 饰演 刘志丹
- 丁勇岱 饰演 彭德怀
- 倪妮 饰演 齐心
- 佟瑞欣 饰演 毛泽东
- 侯祥玲 饰演 周恩来
- 王韦智 饰演 朱德
- 郭晓峰 饰演 刘少奇
- 祝新运 饰演 任弼时
- 李君峰 饰演 贺龙
- 颜丙燕 饰演 秦木兰虚构人物
- 胡軍 饰演 张宗逊
- 李雪健 饰演 茹欲立
- 杨立新 饰演 齐厚之
- 印小天 饰演 黃子文
- 倪大宏 饰演 宋哲元
- 成泰燊 饰演 习宗德
- 賀剛 饰演 陈云
- 马晓伟 饰演 蔣介石
- 钱泳辰 饰演 刘林圃
- 李洪涛 饰演 習宗仁
- 谭凯 饰演 王震
- 张颂文 饰演 鄧寶珊
- 郝平 饰演 盂堅
- 韩栋 饰演 熊向晖
- 林江国 饰演 王泰吉
- 傅程鹏 饰演 宋任穷
- 奚望 饰演 聶眉初
- 霍青 饰演 老掌櫃
- 许魏洲 饰演 赵德柱
- 张页石 饰演 张闻天
- 温浩铎 饰演 康生
- 徐成峰 饰演 顾林党内反派化名
- 曾红生 饰演 馬鴻逵
- 宋乃刚 饰演 马鸿宾
- 刘向京 饰演 马步芳
- 洛桑克珠 饰演 十世班禅
- 洛桑群培 饰演 喜饶嘉措
- 拉旺罗布 饰演 项谦

## 奖项荣誉
| 年份   | 颁奖礼                             | 奖项               | 入围者       | 结果 | 参考   |
| ------ | ---------------------------------- | ------------------ | ------------ | ---- | ------ |
| 2025年 | 首届中国电视剧制作产业大会年度盛典 | 年度最受欢迎女演员 | 倪妮         | 獲獎 | [ 9 ]  |
| 2025年 | 第30届上海电视节白玉兰奖           | 最佳中国电视剧     | 《西北岁月》 | 提名 | [ 10 ] |
| 2025年 | 第30届上海电视节白玉兰奖           | 评委会大奖         | 《西北岁月》 | 獲獎 | [ 10 ] |
| 2025年 | 第30届上海电视节白玉兰奖           | 最佳编剧（原创）   | 龙平平等     | 提名 | [ 10 ] |
| 2025年 | 第30届上海电视节白玉兰奖           | 最佳男主角         | 靳东         | 獲獎 | [ 10 ] |